# Franciszek Koziej
Franciszek Koziej (ur. 10 grudnia 1897 w Sobianowicach, woj. lubelskie, zm. wiosną 1940 w Katyniu) – chorąży Wojska Polskiego, kawaler Krzyża Niepodległości, ofiara zbrodni katyńskiej.

## Życiorys
Urodził się w rodzinie Jana i Barbary z Przybyszewskich. Żołnierz I Brygady Legionów. W wyniku kryzysu przysięgowego został internowany m.in. w Łomży. W latach 1918–1921 służył w 1 pułku szwoleżerów.
Po zakończeniu działań wojennych pozostał w wojsku. W 1931, w stopniu starszego sierżanta, pełnił służbę w 8 baonie KOP w Stołpcach. Był m.in. kierownikiem Rejonowej Składnicy Map WIG w Wołkowysku dla DOK Nr III.
W kampanii wrześniowej wzięty do niewoli radzieckiej z transportu ewakuacyjnego składnicy map w Baranowiczach. Według stanu na kwiecień 1940 był jeńcem obozu w Kozielsku. Między 15 a 17 kwietnia 1940 przekazany do dyspozycji naczelnika smoleńskiego obwodu NKWD – lista wywózkowa 29/1 z 13.04.1940. Został zamordowany między 16 a 19 kwietnia 1940 przez NKWD w lesie katyńskim. Nie został identyfikowany podczas ekshumacji prowadzonej przez Niemców w 1943. Krewni do 1990 poszukiwali informacji przez Biuro Informacji i Badań Polskiego Czerwonego Krzyża w Warszawie.
Miał żonę Feliksę i córkę Danutę.
Postanowieniem nr 112-49-07 Prezydenta RP Lecha Kaczyńskiego z 5 października 2007 został pośmiertnie mianowany na stopień podporucznika. Awans został ogłoszony 10 listopada 2007, w Warszawie, w trakcie uroczystości „Katyń Pamiętamy – Uczcijmy Pamięć Bohaterów”.

## Ordery i odznaczenia

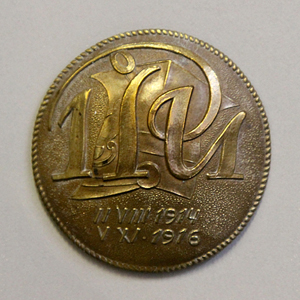
Odznaka 1 puł Leg

- Krzyż Niepodległości – 9 listopada 1931 roku „za pracę w dziele odzyskania niepodległości”[6]
- Krzyż Walecznych
- Krzyż Zasługi
- Medal Pamiątkowy za Wojnę 1918–1921[7]
- Medal Dziesięciolecia Odzyskanej Niepodległości[7]
- Krzyż Kampanii Wrześniowej – pośmiertnie 1 stycznia 1986
- Odznaka za Rany i Kontuzje[7]
- Odznaka Pamiątkowa Więźniów Ideowych[7] nr 2084 z 1931 roku[8]
- Odznaka Pamiątkowa 1 pułku ułanów[7]